# Coelho Neto
Henrique Maximiano Coelho Netto (Caxias, 21 de fevereiro de 1864 — Rio de Janeiro, 28 de novembro de 1934) foi um escritor (cronista, contista, folclorista, romancista, crítico e teatrólogo), político e professor brasileiro, membro da Academia Brasileira de Letras onde foi o fundador da Cadeira número 2.
Foi considerado o "Príncipe dos Prosadores Brasileiros", numa votação realizada em 1928 pela revista O Malho. Apesar disto, foi consideravelmente combatido pelos modernistas, sendo pouco lido desde então, em verdadeiro ostracismo intelectual e literário.

## Biografia
Filho do português António (grafia europeia) da Fonseca Coelho com a indígena Ana Silvestre Coelho, que se mudaram do Maranhão para o Rio de Janeiro quando o filho contava apenas seis anos de idade.
Estudou no Colégio Pedro II, onde realizou os cursos preparatórios e ingressou na Faculdade de Medicina, que abandonou em seguida, matriculando-se em 1883 na Faculdade de Direito de São Paulo.
No curso jurídico Coelho Neto expande suas revoltas, logo se envolvendo no movimento de alunos contra um professor e, para evitar represálias, transfere-se para a faculdade do Recife, e ali conclui o primeiro ano tendo por principal mestre Tobias Barreto.
Após este lapso, retorna para São Paulo, e logo participa de movimentos abolicionistas e republicanos, entrando em choque com os professores, não chegando a concluir o curso.
Sem se formar, retorna em 1885 para o Rio onde, ao lado de escritores como Olavo Bilac, Luís Murat, Guimarães Passos e Paula Ney forma um grupo cujas experiências vem a retratar no romance A Conquista, de 1899.
Ativo na campanha pela extinção da escravatura, alia-se a José do Patrocínio; labora como colaborador do jornal Gazeta da Tarde e, depois, para o A Cidade do Rio, onde foi secretário, ocasião em que inicia a publicação de seus textos literários.

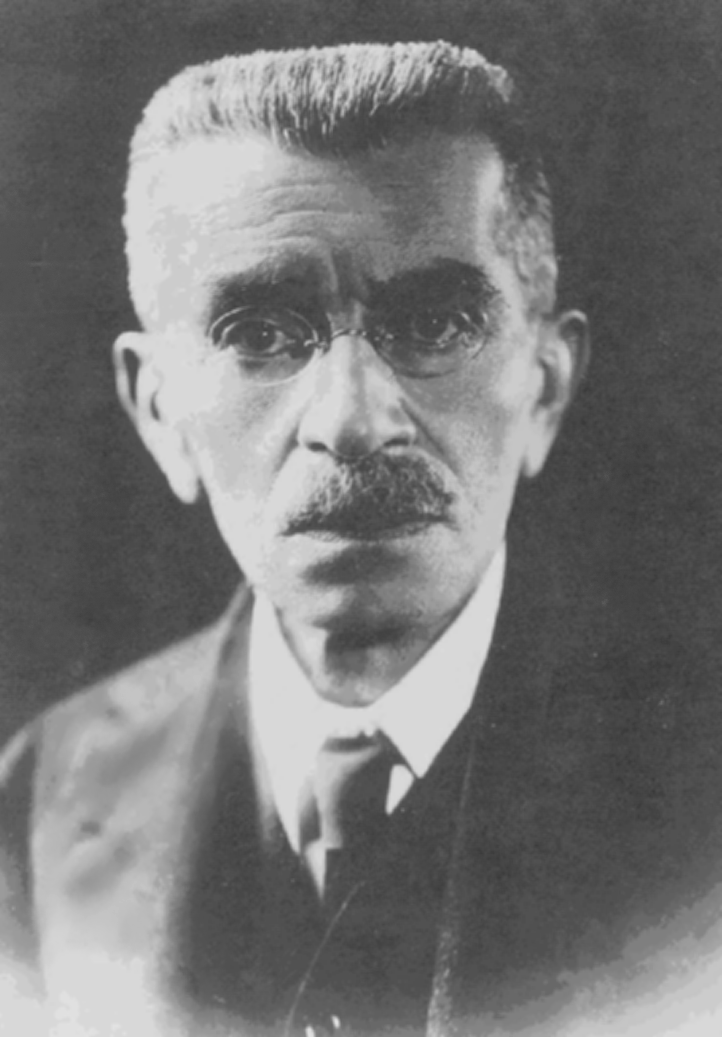
Coelho Netto, na maturidade.

Casou-se em 1890 com Maria Gabriela Brandão, filha do professor Alberto Olympio Brandão, com quem teve catorze filhos. Neste mesmo ano é nomeado secretário de governo do estado e em 1891 ocupa a direção de Negócios do Estado.
Em 1892 é nomeado para o magistério de História da Arte na Escola Nacional de Belas Artes. Depois leciona literatura no Colégio Pedro II; nesta atividade é nomeado, em 1910, para as cátedras de História do Teatro e Literatura Dramática na Escola de Arte Dramática do Rio, da qual foi mais tarde seu diretor.
Na política tornou-se deputado federal pelo estado natal, em 1909, reeleito em 1917. Ocupou ainda diversos cargos, e integrou diversas instituições culturais.
Em 1923 converteu-se ao Espiritismo, proferindo um discurso no Salão da Guarda Velha no Rio de Janeiro sobre sua adesão. Sobre a matéria, o "Jornal do Brasil" publicou entrevista com o escritor (7 de junho de 1923), anteriormente intransigente adversário do Espiritismo, e que a ele se converteu após ter participado, na extensão do seu escritório, de uma conversa ao telefone entre a sua neta, falecida em tenra idade, e a mãe dela. A 7 de junho de 1923, foi agraciado com o grau de Comendador da Ordem Militar de Sant'Iago da Espada, de Portugal.
Sua vida divide-se, assim, em três fases distintas: na primeira, aquela em que procura se firmar como escritor; a segunda, quando integra o movimento pela Academia, participa da política e obtém reconhecimento e consagração e, finalmente, a terceira, na qual experimenta os ataques modernistas e o consequente esquecimento.

## Academia Brasileira de Letras

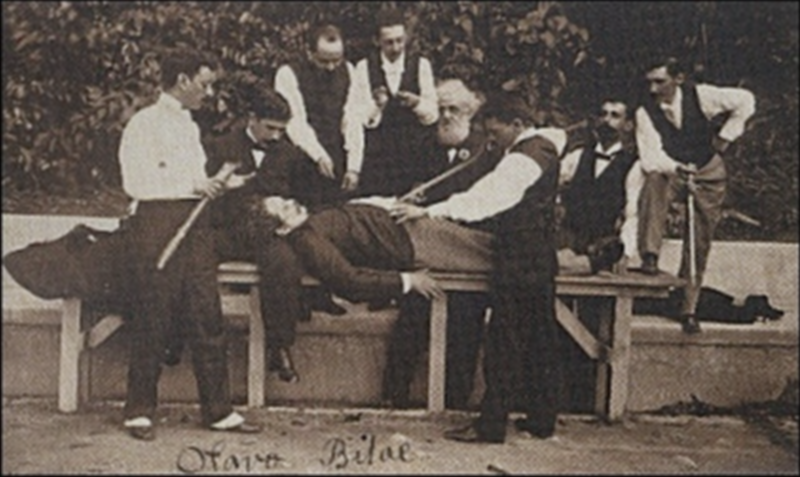
Coelho Netto "operando" Artur de Azevedo, numa encenação que imita a Lição de Anatomia de Rembrandt - com Olavo Bilac (que assina), entre outros intelectuais que formaram o grupo fundador da ABL.

Coelho Netto esteve ao lado de Lúcio de Mendonça, idealizador da Academia Brasileira, nas primeiras reuniões que trataram da criação desta entidade literária, e realizadas nos dois últimos meses de 1896.
Foi eleito seu presidente no ano de 1926, sucedendo à primeira gestão de Afonso Celso, e foi seguido por Rodrigo Otávio.
Em 1928, Coelho Neto, que havia sempre recebido hostilidades de Oswald de Andrade, emitiu um parecer em que confere ao escritor menção honrosa no julgamento do concurso de romance da ABL; apesar de participar do movimento modernista, publicamente antiacademicista, Andrade por duas vezes concorreu a uma vaga naquele sodalício.

## Literatura

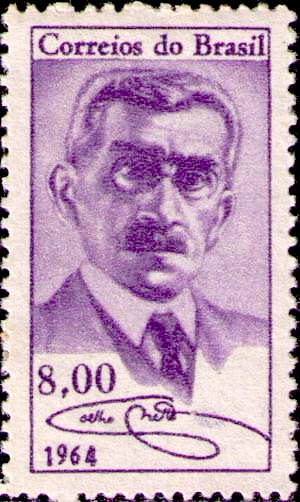
Em selo postal brasileiro de 1964.

Durante muitos anos, Coelho Neto foi o autor mais lido do Brasil. O autor assinava trabalhos com seu próprio nome e também escrevia sob inúmeros pseudônimos, como por exemplo: Anselmo Ribas, Caliban, Ariel, Amador Santelmo, Blanco Canabarro, Charles Rouget, Democ, N. Puck, Tartarin, Fur-Fur, Manés.
Sua extensa obra não se prendia a um só gênero. Escreveu romances realistas e naturalistas. Sua fecunda produção valeu-lhe a crítica de ser um "fabricante de romances".[2]
Em 1928, foi eleito Príncipe dos Prosadores Brasileiros, num concurso realizado pelo O Malho. João Neves da Fontoura, no discurso de posse, traçou-lhe o perfil: “As duas grandes forças da obra de Coelho Neto residem na imaginação e no poder verbal. [...] Havia no seu cérebro, como nos teatros modernos, palcos móveis para as mutações da mágica. É o exemplo único de repentista da prosa. [...] Dotado de um dinamismo muito raro, Neto foi um idólatra da forma.”
Apesar disto, foi consideravelmente combatido pelos modernistas, sendo pouco lido desde então, caindo em verdadeiro ostracismo intelectual e literário. Ainda hoje, muitos críticos literários vêem sua obra como cheia de “pompa e formalismos”, dotada de “artifícios retóricos”.
Arnaldo Niskier, jornalista e membro da Academia Brasileira de Letras, disse sobre a relação do Modernismo para com o autor: "A vitória do modernismo se fez como se houvesse necessidade de abater um grande inimigo, no caso, Coelho Neto"
Atualmente, o autor não é tão conhecido pelo grande público leitor. Sua fama é mais conhecida pelos estudiosos da área da literatura. Seu atual anonimato dá-se pelo fato de seu nome, bem como sua história, estar ausentes da maioria dos livros didáticos e das listas de livros exigidos pelos vestibulares. 
Em A Literatura Brasileira, Alfredo Bosi escreve sobre o autor: “A fortuna crítica de Coelho Neto conheceu os extremos do desprezo e da louvação, desde “o sujeito mais nefasto que tem aparecido no nosso meio intelectual”, de Lima Barreto, a “o maior romancista brasileiro” de Otávio Faria.
Lima ainda chegou a publicar artigos em periódicos literários, como a Revista Contemporânea e A Lanterna nos quais direciona ataques a Coelho Neto, e sua visão tradicional da literatura; dizia que este preocupava-se somente com o estilo, vocabulário e passava ao largo das questões sociais, políticas e morais, deixando de usar a escrita como instrumento de transformação social.[9]
Em outro artigo, Barreto escreveu: "Em um século deste, o senhor Coelho Neto ficou sendo unicamente um plástico, um contemplativo, magnetizado pelo Flaubert da Madame Bovary, com as suas Chinesices de estilo, querendo como os Goncourts, pintar com a palavra escrita (...) mas que não fez de seu instrumento artístico um veículo de difusão das ideias de seu tempo...".[9]

## Opiniões

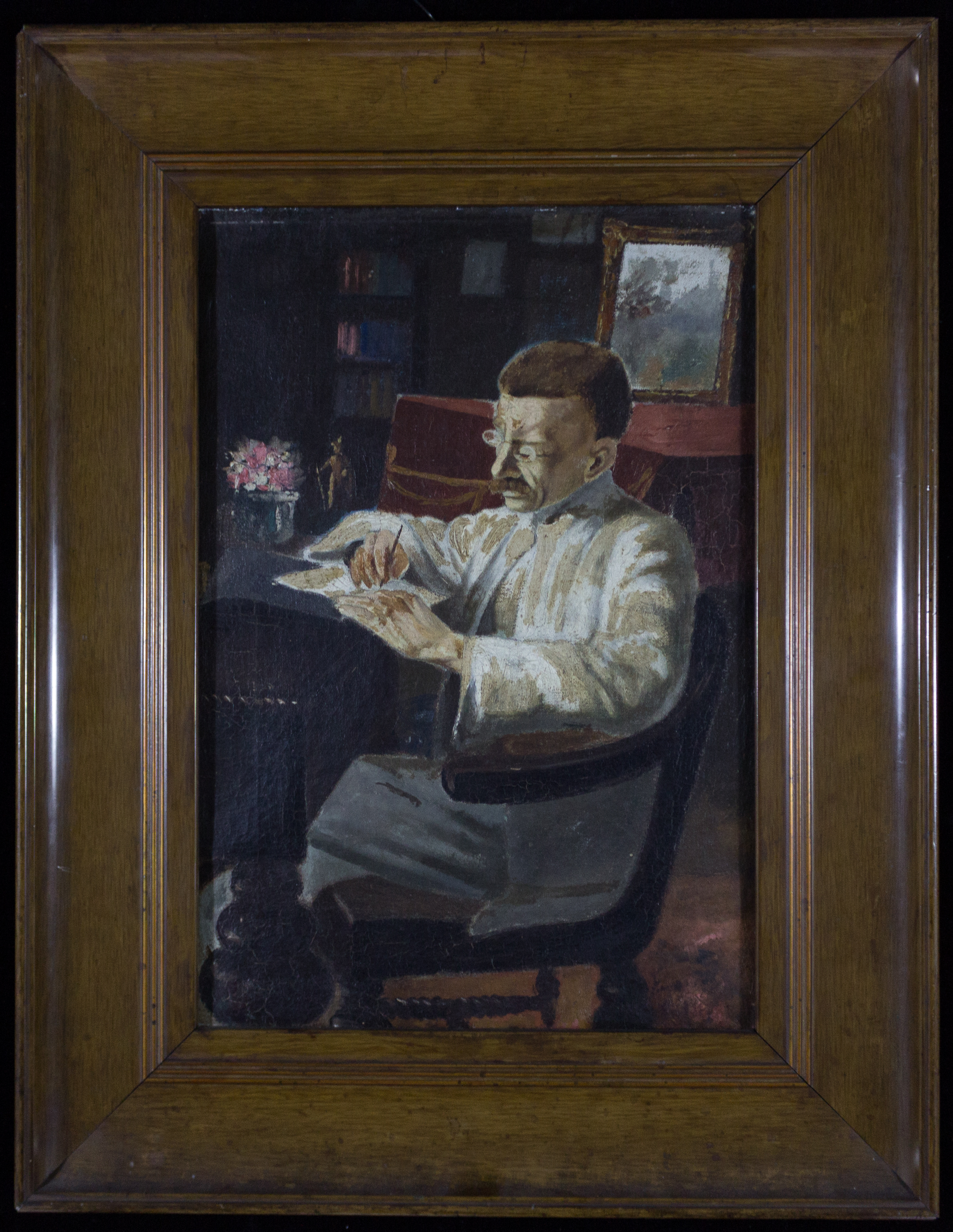
Coelho Neto, da coleção Museu Histórico Nacional.

Foi dos primeiros autores a manifestar preocupações ecológicas; assim como Euclides da Cunha, escrevia contra o desmatamento e as queimadas na Amazônia, deixando manifestos tais como o que diz: "Com a morte das árvores, desaparecem as fontes: rios que rolavam águas abundantes derivam agora de filetes rasos e tão escassos que uma quente semana de verão é bastante para secá-los; a caça rareia".
Coelho Neto foi um dos folcloristas que, com visão romântica, procuraram resgatar a imagem da capoeira no país, até então vista como uma prática de marginais, como sendo um esporte genuinamente brasileiro; defendia que fosse ensinada nas escolas e nas forças armadas, nestas últimas como técnica de defesa pessoal.
Em São Luís, tem um dos bustos da Praça do Pantheon, que homenageiam importantes escritores e intelectuais maranhenses.

## Obras
Dentre os principais trabalhos publicados por Coelho Netto, destacam-se:
- Rapsódias, contos (1891)
- Sertão (1896)
- Álbum de Caliban, contos (1897)
- Inverno em Flor, romance (1897)
- A Capital Federal (Impressões de um Sertanejo), romance (1893)
- A Conquista, romance (1899)
- Tormenta, romance (1901)
- A Bico de Pena (1904)
- Turbilhão, romance (1906)
- Rei Negro, romance (1914)
- Esphinge, romance (1908)
- O Mistério (1920)
- Mano, Livro da Saudade, (1924)
- O povo, romance (1924)
- Imortalidade, romance (1926)
- Contos da vida e da morte, contos (1927)
- A Cidade Maravilhosa, contos (1928)
- Bazar, crônicas (1928)
- Fogo Fátuo, romance (1929)
- Teatrinho (1905), coletânea de textos dramáticos para crianças, parceria com Olavo Bilac